# Schnersheim
Schnersheim é uma comuna francesa na região administrativa de Grande Leste, no departamento Baixo Reno. Estende-se por uma área de 10,77 km². Em 2010 a comuna tinha 1 704 habitantes (densidade: 158,2 hab./km²).